# 数据可视化感知设计
数据可视化感知设计（Visual Perception Design of Data）是感知设计中的一種，根据参与场景业务需求，按照数据可视化规律，将事件的状态，诱因、路径、事件发起原点进行贴合人性化设计；将场景与用户习惯、觉察力、注意力进行重组排序设计；将数据源的各种常量、变量、参数、閾值等属性重构；在目力所及范围内，用一层界面全景展示所有类型的数据信息设计。